# Live and Loud (The Adicts)
Live and Loud è il primo album dal vivo registrato dalla band punk The Adicts nel 1981 e pubblicato nel 1987 e poi nuovamente nel 1993.

## Tracce
1. Sensitive – 2:01 (Pete Dee Davison, Mel Ellis, Keith Warren)
2. Easy Way Out – 3:36 (Davison, Ellis, Warren)
3. Joker in the Pack – 3:12 (Davison, Ellis, Warren)
4. Chinese Takeaway – 2:45 (Davison, Ellis, Warren)
5. How Sad – 2:39 (Adicts)
6. Hurt – 3:12 (Adicts)
7. Tango – 2:05 (Davison, Ellis, Warren)
8. Viva la Revolution – 3:21 (Davison, Ellis, Warren)
9. Just Like Me – 1:54 (Davison, Ellis, Warren)
10. Numbers – 2:12 (Davison, Ellis, Warren)
11. Steam Roller – 2:55 (Davison, Ellis, Warren)
12. Too Young – 2:35 (Davison, Ellis, Warren)
13. Straight Jacket – 3:21 (Davison, Ellis, Warren)
14. Let's Go – 2:41 (Adicts)

## Formazione
- Keith 'Monkey' Warren - voce
- Pete Dee Davison - chitarra
- Mel Ellis - basso
- Michael 'Kid Dee' Davison - batteria

## Date di pubblicazione
| Paese | Data di pubblicazione | Formato | Etichetta discografica |
| ----- | --------------------- | ------- | ---------------------- |
| UK    | 1987                  | LP      | Link Records           |
| US    | 1993                  | CD      | Cleopatra Records      |
| US    | 2009                  | LP      | Cleopatra Records      |